# Greatest Hits (N.W.A)
Greatest Hits è la prima raccolta del gruppo musicale statunitense N.W.A, pubblicata il 2 luglio 1996 dalla Priority Records
Il disco è stato successivamente ripubblicato con due tracce bonus registrate dalla band nuovamente riunita (formata stavolta da Ice Cube, Dr. Dre, MC Ren e Snoop Dogg).

## Tracce
1. Live Intro (1989) - 2:20
2. Arrested (Insert) - 0:57
3. Gangsta Gangsta - 5:29
4. Fuck tha Police (Insert) - 0:32
5. Fuck tha Police - 5:43
6. Compton's in the House [Live] - 2:08
7. Break Out [Insert] - 0:21
8. Straight Outta Compton [Extended Mix] - 4:26
9. If It Ain't Ruff - 3:36
10. Real Niggaz - 4:44
11. I Ain't Tha 1 - 5:03
12. Alwayz into Somethin' - 4:29
13. Don't Drink That Wine - 0:26
14. Just Don't Bite It - 5:33
15. Cash Money [Insert] - 0:20
16. Express Yourself [Remix] - 4:21
17. 100 Miles and Runnin' - 4:35
18. A Bitch Iz a Bitch - 3:15
19. Real Niggaz Don't Die - 3:43

### Tracce bonus
1. Chin Check (featuring Snoop Dogg) - 4:23
2. Hello - MC Ren, Dr. Dre, Ice Cube - 3:52